# Arboreto de Sister Mary Grace Burns
La Arboreto de Sister Mary Grace Burns (en inglés: Sister Mary Grace Burns Arboretum) es el campus de la universidad católica de "Georgian Court University" que alberga arboreto y un jardín botánico de 155 acres (62 hectáreas).
Se encuentra en la ecorregión de "Northeastern coastal forests". en el Ocean County, en Lakewood Township, Nueva Jersey, Estados Unidos.

## Historia
Fue una vez el parque ajardinado de la casa de invierno de George Jay Gould, hijo del millonario magnate del ferrocarril Jay Gould.
En 1896, el arquitecto Bruce Price fue contratado para transformar los terrenos de la finca en la réplica de una casa arquitectura georgiana. Dado que los suelos arenosos de la "New Jersey Pine Barrens" no eran adecuados para el cultivo de plantas exóticas, fueron llevados al "Georgian Court" 5.000 carretadas de fina arcilla del vecino Condado de Monmouth. Bruce Price diseñó tres de los cuatro grandes jardines: el jardín italiano, el jardín hundido, y el Jardín Formal. Takeo Shiota diseñó el Jardín Japonés.
El Arboreto de hoy, establecido en 1989, lleva el nombre de la Hermana Mary Grace Burns, exprofesora de la biología, y comprende todo el campus de 62 hectáreas (155 acres). Además de muchas especies exóticas, el arboreto cuenta con una buena colección de plantas nativas de pino de las Barras de Nueva Jersey. Lo más notable son los robles y los Pinus rigida de gran porte y edad.

## Colecciones del jardín botánico
Entre los diferentes jardines presentes son de destacar:
- The Formal Garden (Jardín formal) es un jardín de flores elíptica rodeado de acebos americanos (Ilex opaca), "Eastern White Pine" (Pinus strobus), Picea de Noruega (Picea abies), ciprés de Sawara (Chamaecyparis pisifera), arce de Manitoba (Acer negundo), haya Europea (Fagus sylvatica), castaño de indias (Aesculus hippocastanum), y fresno blanco (Fraxinus americana), además de magaritas, primaveras, Rudbeckia hirta, lirios de un día, veronica púrpura, la campanula (Platycodon grandiflorus), verbena, asteres, crisantemos, y una serie de plantas anuales.
- Founders' Grove (Bosque de los fundadores) incluye Franklinia (Franklinia alatamaha), (Metasequoia glyptostroboides), pino blanco japonés (Pinus parviflora), Picea de Noruega (Picea abies cv. 'Péndula'), Pagoda Tree (Styphnolobium japonicum), Picea de Serbia (Picea omorika), y Oxydendrum arboreum. Entre los árboles añadidos a través de los años incluye Platanus occidentalis, Celtis occidentalis), Diospyros virginiana, Maclura pomifera, y Fraxinus pennsylvanica.
- The Italian Garden (Jardín italiano) cuenta con una fuente de Apolo, una estatua del águila de hierro forjado comprada en la Exposición de París de 1900, estatuas de tamaño natural de los dioses y diosas griegos, urnas florales montados sobre pedestales de mármol, y dos pérgolas semicirculares con columnas toscanas, bancos de mármol y estatuas. La mayoría de los árboles son coníferas, se incluye Pinus wallichiana), Pinus strobus, Pinus echinata, Picea pungens, Thuja occidentalis, Platycladus orientalis, Juniperus virginiana, Juniperus chinensis, Tsuga canadensis, Chamaecyparis obtusa, Cupressus sempervirens, y Pinus pinea.
- The Japanese Garden (Jardín japonés) contiene un majestuoso  Koyamaki (Sciadopitys verticillata) en la isla del centro del jardín, Taxus cuspidata, cerezo japonés (Prunus serrulata), Acer palmatum), y Prunus subhirtella, además de iris (Iris spp.), Rhododendron (Rhododendron spp.), y Laburnum (Laburnum anagyroides).
- The Sunken Garden (Jardín hundido), con la laguna conectada al Lago Carasaljo, cuenta con una fuente de mármol del siglo XVII llevada desde el sur de Francia, una escalera doble de mármol flanqueada por leones y bancos de mármol tallados que son copias de los bancos de la jardines del Vaticano. La laguna se conecta al Lago Carasaljo debajo de un puente también diseñado por Bruce Price, restaurado en el año 1999. Entre las especies características del jardín hundido se encuentran azaleas (Rhododendron spp.), ciprés de Sawara, mirtos, y Cercis canadensis.

## Galería

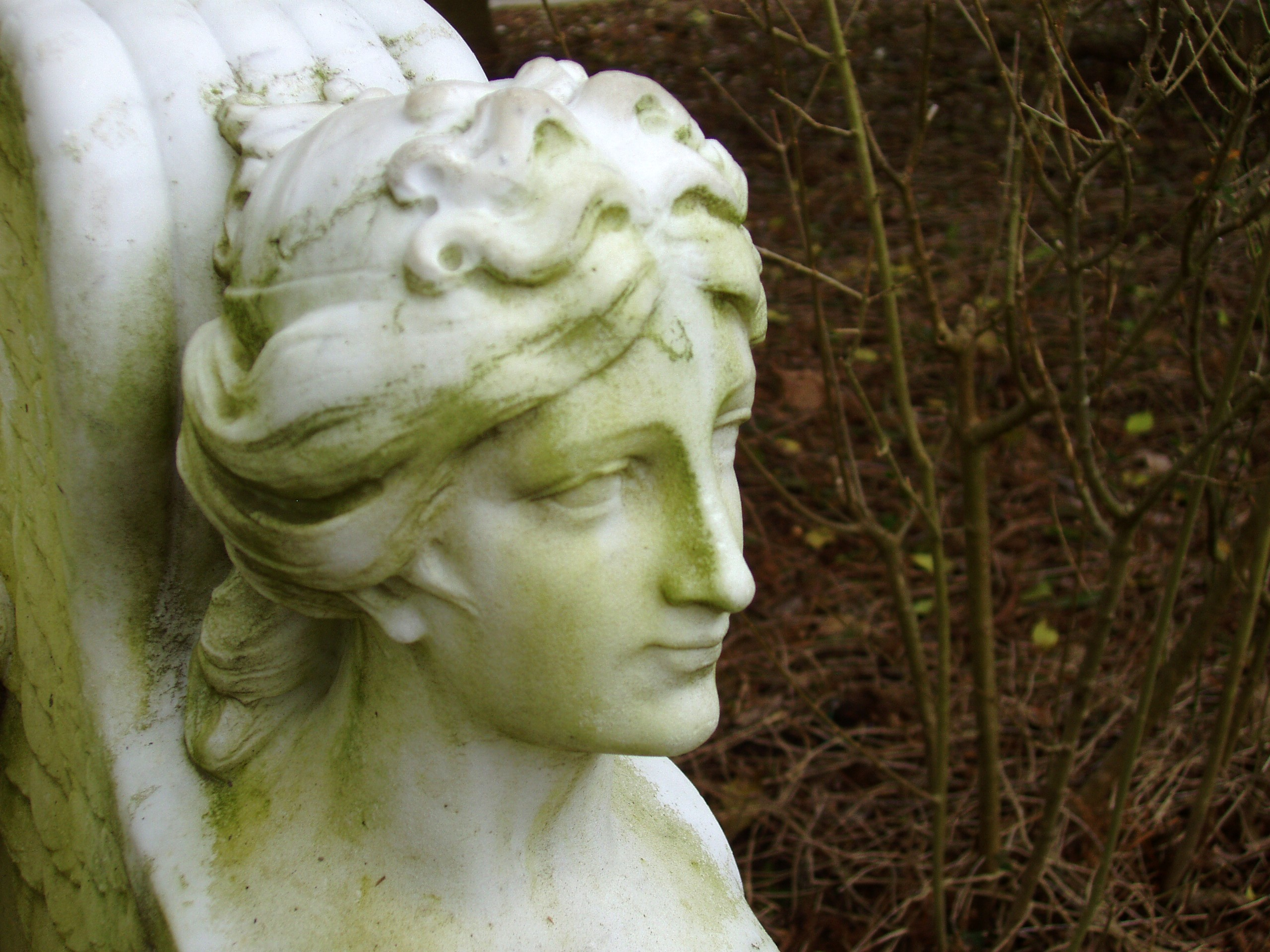
Detalle de una escultura.
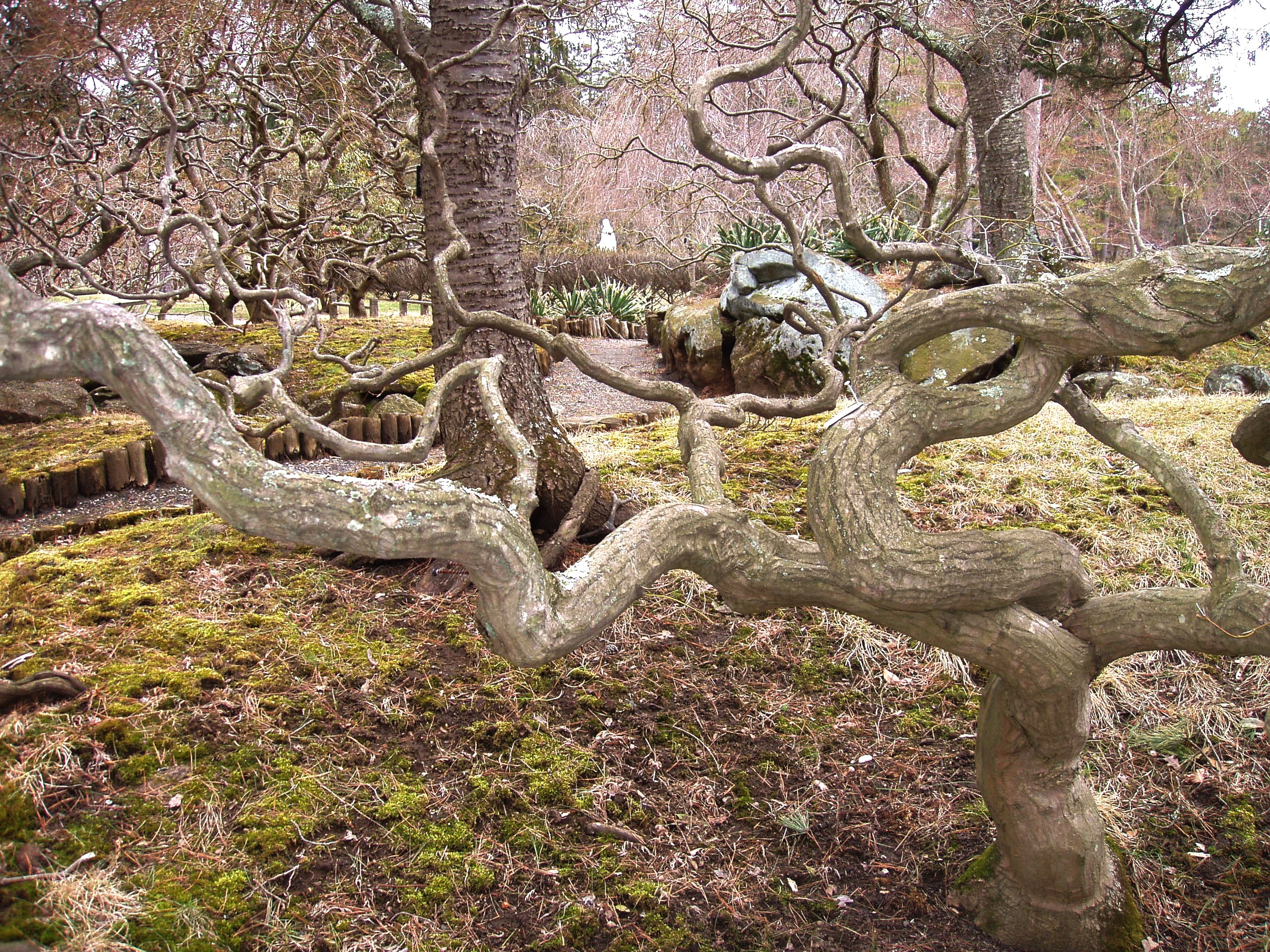
Jardín japonés.